# Хоризонт на оръжие
Хоризонт на оръжието – хоризонталната плоскост, проходяща през точката на излитане на куршума, снаряда или друг боеприпас. Понятието широко се използва във военното дело и при производството на стрелково въоръжение.
Траекторията на полета на куршума (снаряда и др.) два пъти пресича хоризонта на оръжието: в точката на излитане и в точката на падане. Точката на излитане е началото на траекторията на полета, точката на падене – края.